# Wolf D. Gruner
Wolf D. Gruner, eigentlich Wolfgang Dietrich Gruner, auch Wolf Dietrich Gruner (* 25. März 1944 in Herchen an der Sieg), ist ein deutscher Historiker. Er lehrte von 1996 bis 2009 als Professor für Europäische und Neueste Geschichte an der Universität Rostock. Dort war er Inhaber des Jean-Monnet-Lehrstuhls für Europäische Integrationsgeschichte und Europastudien.

## Leben und Wirken
Der Sohn eines Diplomingenieurs verbrachte seine Kindheit in der Lüneburger Heide, dann in München und schließlich in Franken. 1964 legte er das Abitur in Hersbruck ab. Anschließend absolvierte er von 1964 bis 1966 seinen Wehrdienst. Er studierte von 1966 bis 1971 Geschichte, Anglistik, Wirtschafts- und Sozialwissenschaften an der Friedrich-Alexander-Universität Erlangen-Nürnberg und der Ludwig-Maximilians-Universität München (LMU). Gruner wurde an der LMU von Karl Bosl promoviert mit der Arbeit Das Bayerische Heer 1825–1864. Von 1971 bis 1973 war er wissenschaftlicher Assistent am Lehrstuhl für Neuere und Neueste Geschichte an der Universität München (Ernst Deuerlein) und Lehrbeauftragter am Historischen Seminar der Universität München. Anschließend war er von 1973 bis 1976 Lehrbeauftragter an der Universität München. Von 1973 bis 1981 war Gruner Assistenzprofessor für Neuere und Neueste Geschichte an der Universität der Bundeswehr München. 1980 erfolgte seine Habilitation an der Ludwig-Maximilians-Universität München mit der Arbeit Großbritannien, der Deutsche Bund und die Struktur des europäischen Friedens im frühen 19. Jahrhundert. Wichtige Mentoren waren in dieser Zeit Ludwig Hammermayer, Eberhard Weis, Gerhard A. Ritter, Harm-Hinrich Brandt und Thomas Nipperdey.
Nach der Habilitation war Gruner von 1981 bis 1982 Privatdozent an der TU München und hatte eine Lehrstuhlvertretung für Neuere Geschichte an der Julius-Maximilians-Universität Würzburg. Von 1982 bis 1996 war er Professor für Neuere Europäische Geschichte am Historischen Seminar der Universität Hamburg und dabei von 1991 bis 1996 auch Inhaber des Jean-Monnet-Lehrstuhls für Europäische Geschichte und Europastudien. Von 1987 bis 1990 war er Direktor bzw. stellvertretender Direktor des Historischen Seminars, Universität Hamburg. Er hatte 1983 und 1986/1987 Gastprofessuren unter anderem für Deutsche und Europäische Geschichte an der Indiana Universität Bloomington, 1983 in Luxemburg und Utrecht, 1984 in Wien, Klagenfurt und Salzburg inne. Im Rahmen des Friedensdialogs zwischen der Humboldt-Universität Berlin und der Universität Hamburg war Gruner 1991/92 im Lehraustausch an der Humboldt-Universität Berlin tätig. Gruner lehrte von 1992 bis 1996 als Gastprofessor an der Universität Rostock und vom Wintersemester 1995/96 bis zur Emeritierung 2009 als Professor für Europäische Geschichte, verbunden mit dem Jean-Monnet-Lehrstuhl für Europäische Integrationsgeschichte und Europastudien, an der Universität Rostock. In dieser Zeit war Gruner 1999 Gastprofessor für Europäische Geschichte an der University of Georgia und von 2003 bis 2005 Forschungsgastprofessor an der Universität La Sapienza in Rom. Auf Einladung der Japan Society for the Promotion of Science an die Universität Osaka und die Universität Tokio übernahm er 2008 eine Forschungsgastprofessur. Seit 2005 ist er Gastprofessor an der Babes-Bolyai Universität in Cluj-Napoca / Klausenburg (Rumänien). Von 2007 bis 2011 war er Auswärtiger Gutachter für die Europastudien an der Universität Hongkong und ist seit 2009 External International Evaluator and Examiner an verschiedenen rumänischen Universitäten für ARACIS. Am 7. Juli 2022 erhielt Gruner die Ehrendoktorwürde der Babes-Bolyai Universität in Cluj-Napoca / Klausenburg.
Gruners Forschungsschwerpunkte sind die europäische, deutsche und regionale Geschichte seit dem Mittelalter, internationale Beziehungen, Föderalismus, Identität, Nation, Nationalismus, Geschichtslandschaften, Historische Kartographie, Karten als historisches Medium sowie Internationale und Europäische Institutionen, Geschichte der europäischen Integration, die Triade des Verhältnisses Bund-Länder-Europa sowie der Europakonzeptionen, Europapläne und Europaideen seit dem Mittelalter. Eine zentrale Frage in seinen Arbeiten ist die Rolle Deutschlands in und zu Europa. Gruner legte anlässlich des 200. Jubiläums eine kompakte Darstellung zum Wiener Kongress vor. Dabei wurde der Wiener Kongress von ihm aus „einer europäischen Perspektive als Schnittstelle des europäischen Transformationsprozesses vom 18. zum 19. Jahrhundert“ bewertet und eingeordnet.
Er war unter anderem von 1972 bis 2005 Mitglied der Royal Historical Society in London und im Verband deutscher Historiker sowie im Arbeitskreis deutsche Englandforschung. Er war von 1982 bis 2010 Mitglied im Verein für Hamburgische Geschichte und war bis 2010 jeweils Mitglied in der Deutschen Gesellschaft für auswärtige Politik. Seit 2005 Mitglied der Gesellschaft Münchner Landeshistoriker und von 1991 bis 2009 im Arbeitskreis Europäische Integration. Seit 1980 ist er Mitglied im Deutschen Hochschulverband und seit 1982 Mitglied in der German Studies Association.

## Schriften (Auswahl)
- Das Bayerische Heer 1825 bis 1864. Eine kritische Analyse der bewaffneten Macht Bayerns vom Regierungsantritt Ludwigs I. bis zum Vorabend des deutschen Krieges (= Wehrwissenschaftliche Forschungen. Abteilung Militärgeschichtliche Studien. Bd. 14). Boldt, Boppard 1972, ISBN 3-7646-1562-1 (Zugleich: LMU München, Universität, Dissertation, 1971).
- Großbritannien, der Deutsche Bund und die Struktur des europäischen Friedens im frühen 19. Jahrhundert. 2 Bde. LMU München, Habilitations-Schrift, München 1979.
- Die deutsche Frage. Ein Problem der europäischen Geschichte seit 1800 (= Beck'sche schwarze Reihe. Bd. 267). Beck, München 1985, ISBN 3-406-08467-2.
- Deutschland mitten in Europa (= Beiträge zur deutschen und europäischen Geschichte. Bd. 5). Krämer, Hamburg 1992, ISBN 3-926952-36-9.
- Die deutsche Frage in Europa 1800 bis 1990 (= Piper. Bd. 1680). Piper, München 1993, ISBN 3-492-11680-9.
- Deutschland in Europa 1750–2007. Vom deutschen Mitteleuropa zum europäischen Deutschland. Presa Universitară Clujeană, Klausenburg 2009, ISBN 978-973-610-878-5.
- Der Deutsche Bund. 1815–1866 (= Beck'sche Reihe. Bd. 2495, C. H. Beck Wissen). Beck, München 2012, ISBN 978-3-406-58795-5.
- Der Wiener Kongress 1814/15 (= Reclam Sachbuch. Bd. 19252). Reclam. Stuttgart 2014, ISBN 978-3-15-019252-8.
- Europa-Lexikon. Länder, Politik, Institutionen. 2., erweiterte Auflage. Beck, München 2007, ISBN 978-3-406-49425-3.